# Велотуризм в России
Велотуризм в России — вид туризма в России, в котором велосипед служит главным или единственным средством передвижения. Понятие «велотуризм» многозначно и относится как к одному из видов активного отдыха, так и к разновидности спортивного туризма.

## Развитие велотуризма в России

### Велотуризм в Российской империи
22 октября 1894 года в журнале «Велосипед» было опубликовано обращение Карла Петерса — почётного консула Всеобщего союза велосипедистов, который объединял союзы велосипедного спорта Европы и Америки и в то же время члена московского клуба велосипедистов с призывом проведения в 1895 году велосипедной поездки по маршруту Москва — Петербург. В 1894 — 1895 годах на страницах журнала «Велосипед» велось обсуждение создания в России союза велосипедистов-туристов исходя из опыта западных стран. 15 апреля 1895 года в Санкт-Петербурге по решению министра внутренних дел было проведено учредительное собрание Общества велосипедистов-туристов и состоялось официальное открытие. На первом общем собрании учредителей избран Комитет для управления делами Общества, выработки программы и устава Общества. Также в 1895 году по договорённости членов-учредителей Общества велосипедистов-туристов с издателем журнала «Велосипед» И. А. Богельманом Обществоа велосипедистов-туристов стало использовать журнал «Велосипед» как официальный печатный орган. Была опубликована передовая статья под названием «От общества велосипедистов-туристов», в которой широкой аудитории сообщалось о начале работы Общества и формулировались цели его работы. К концу 1895 года в 24 городах России были назначены представители Общества велосипедистов-туристов.
В 1898 году был объявлен всероссийский конкурс по составлению новых маршрутов путеводителей и шоссейных карт, победители конкурса награждены почётными жетонами. В 1899 году Общество велосипедистов-туристов приняло участие в Люксембургском международном конгрессе туризма и Первом конгрессе Интернациональной лиги туристов в Лондоне. На данные конгрессы с целью изучения зарубежного опыта туризма в качестве представителя был откомандирован А. И. Брудерер. Общество велосипедистов-туристов вступает в международную Лигу Туристских Обществ и вместе с тем принимает на себя обязательства по внедрению в России зарубежных наработок в практике туризма. В 1899 году в журнале «Русский турист» была открыта специальная рубрика «О школьных путешествиях и образовательных прогулках», направленная на изучение опыта проведения экскурсий в школах России. В этом же году стало выходить ежемесячное приложение к журналу «Русский Турист» под названием «Дорожник». 1899—1900 годах по инициативе руководства Общества велосипедистов-туристов были заключены договоры с владельцами гостиниц, в которых члены Общества велосипедистов-туристов могли останавливаться на льготных условиях. Первыми такими гостиницами стали «Отель Эрмитаж» (Санкт-Петербург), «Гостиница В.С. Уткина» (Царское Село), «Гостиница Семёна Верёвкина» (Гатчина), «Славянская гостиница» (Тамбов), «Ориент» (Тифлис). На Мюнхенской международной спортивной выставке 1900 года Общество велосипедистов-туристов было награждено золотой медалью за большие заслуги в развитии туризма.
В 1911—1913 годах житель русской колонии в Харбине Онисим Петрович Панкратов совершил первое российское кругосветное путешествие на велосипеде, проехав около 50 тысяч километров. Начав путешествие в Харбине, он преодолел тысячи километров сибирского бездорожья на тяжело нагруженном багажом велосипеде и достиг Петербурга, а затем Берлина. Узнав, что первоначально намеченный им прямой маршрут уже выполнен другими велосипедистами, путешественник воспользовался намеченным за 20 лет до того международным спортивным съездом в Берлине круговым маршрутом по Европе, напоминающим цифру «8». Стартовав из Берлина, за один год Панкратов пересёк Германию, Швейцарию, преодолел Альпы, пересёк Северную Италию, Австро-Венгрию, Сербию, Болгарию, Турцию, Грецию, Францию, Испанию, Португалию, пересёк Па-де-Кале и достиг Англии. Панкратов пересёк на пароходе Атлантический океан и достиг Нью-Йорка, откуда за четыре месяца добрался до Сан-Франциско, оттуда совершил переход через Тихий океан с заходом на Гавайи. Через неполных три недели он оказался в Японии, пересёк её, Корею, Жёлтое море, китайскую территорию и достиг Харбина, завершив кругосветное путешествие. В Харбине путешественнику была устроена торжественная встреча с оркестром и комендантом города. Харбинское общество спортсменов преподнесло ему лавровый венок и почётную ленту. Также Панкратов получил от международной федерации велоспорта бриллиантовую пальмовую ветвь, которая предназначалась спортсмену, который первый объедет всю Европу.
- Встреча членами Санкт-Петербургского общества велосипедистов-любителей москвичей Ф. Кавского и Н. Похильского, приехавших на велосипедах в столицу 20 июня 1893 года
- Билет члена общества велосипедистов-туристов. 1901 год
- Группа членов Московского клуба велосипедистов во время загородной поездки под Москвой. 1906 год
- Группа членов Нижегородского общества велосипедистов во время прогулки. 1912 год

### Велотуризм в СССР
В 1928—1931 годах советский путешественник Глеб Леонтьевич Травин совершил путешествие на велосипеде вдоль границ Советского Союза, в том числе по побережью Северного Ледовитого океана. Своё велосипедное путешествие Глеб Травинначал из Владивостока, далее его маршрут прошёл через Дальний Восток, Сибирь, Среднюю Азию, Закавказье, Центральную и Северо-западную часть Советского Союза вдоль сухопутных границ и закончился на Камчатке. Маршрут по побережью Северного Ледовитого океана был проложен от Кольского полуострова до мыса Дежнёва на Чукотке, в том числе были посещены острова Вайгач и Диксон, города Мурманске и Архангельске, селения Хатанга, Русское Устье, Уэлен. Для перемещения вдоль арктической границы Травин использовал велосипед, собачью упряжку, охотничьи лыжи, а также передвигался пешком..

## Велотуризм в России по регионам
Велотрасса «Вело1» Москва-Петербург:
С 2020 года реализуется проект строительства велосипедной трассы от Москвы до Санкт-Петербурга «Вело1», протяженностью более 1000 километров. Велотраса пройдёт через Мытищи, Тверь, Вышний Волочек, озёра Селигер, Старую Руссу, Пушкин. На трассе будут установлены указатели на достопримечательности, расположенные вдоль трассы. Вдоль велотрассы будут оборудованы площадки для кемпингов, глэмпинги, ремонтные станции для велосипедов и укрытия от дождя. Первый участок был открыт 12 сентября 2021 года в Дмитровском городском округе вдоль Канала имени Москвы.
Башкортостан:
В 2018 году региональным отделением Русского географического общества в Башкортостане был создан краеведческий туристический маршрут «Башкирская кругосветка», который по прогнозам организаторов будет способствовать развитию велосипедного, автомобильного и мототуризма в республике. Маршрут предполагает посещение четырёх крайних географических точек Башкортостана, которые отмечены стелами в виде бело-голубых пограничных столбов с указанием географических координат и пятой точки — географического центра республики, отмеченной памятным знаком, а также знакомства с достопримечательностями каждого района. Участники, выполнившие условия проекта награждаются жетонами и сертификатами «Башкирская кругосветка».
Пермский край:
В конце XIX — начале XX века в Перми начал развиваться велосипедный туризм. К 1887 году в городе уже наблюдался большой интерес к велосипедам, но из-за высокой цены на заграничные велосипеды, их купило только 6-7 человек. Житель города Ф. И. Яковлев начал изготовлять кустарным способом велосипеды-«пауки» на верёвочных шинах по образцу, который он увидел в Екатеринбурге. В 1895 году житель Пермской губернии М. Серебренников на велосипеде, произведённым Яковлевым совершил путешествие из Кунгура в Москву. В 1896 году жители Перми ходатайствовали про об открытие кружка велосипедистов по образцу Российского общества велосипедистов-туристов, годом ранее созданного в Санкт-Петербурге. В 1898 году ходатайство было удовлетворено и общество открылось. Эмблемой общества стало изображение велосипедного колеса с крыльями. В 1904 году в общество состояли 31 человек, которые организовывали велосипедные познавательные экскурсии. К 1910 году московское отделение Российского общества велосипедистов-туристов подготовило цикл дальних экскурсионных поездок на велосипеде по стране, в том числе и 28-дневный маршрут на Урал, с посещением Кунгура и Перми. Организаторами и экскурсоводами на местах были местные члены общества. Однако, после организации некоторого количества загородных велосипедных экскурсий, пермское общество велосипедистов потеряло интерес к туризму и стало уделять больше внимания спорту и организовывать заезды и соревнования.
- Велосипедный маршрут «Тропами Задонья». Природный парк «Донской» (Волгоградская область)
- Велотуристы в болотах национального парка «Лосиный Остров» (Московская область)
- Велосипедные шины велосипедиста-путешественника из Германии Хайнца Штуке с отметками о велосипедных турах по России
- Велотуристы в Хибинах